# Hospital Comunal Malvinas
El Hospital Comunal Malvinas E.S.E. (H.C.M.) es un centro hospitalario público, situado en la ciudad de Florencia (Colombia), que presta servicios de salud de baja complejidad. Es una entidad pública de categoría especial, descentralizada del municipio de Florencia, capital del departamento de Caquetá.

## Reseña histórica
La construcción del Hospital Comunal Malvinas inició en 1995 como producto de la iniciativa denominada «Marcha del ladrillo pro-hospital», liderada por Héctor Orozco Orozco, alcalde de Florencia entre 1995 y 1997.
Durante 2010, la administración municipal realizó importantes inversiones en la infraestructura física del hospital, incluyendo la ampliación de la plata física del área de urgencias, la adecuación y puesta en marcha del Servicio de Información y Atención al Usuario —SIAU— y  la sala de control prenatal, así como la apertura y dotación de nuevos centros de salud en la ciudad de Florencia.
En febrero de 2011 el Ministerio de Protección Social publicó un estudio sobre el impacto de la unificación del POS subsidiadio y contributivo en el cual el Hospital Comunal Malvinas fue evaluado y ocupó el primer lugar entre todas las Empresas Sociales del Estado —ESE— de los  departamentos de Caquetá,  Amazonas, Arauca, Guainía, Vaupés, y Guaviare y se ubicó entre  las primeras a nivel nacional.
Desde mayo de 2011 se anunció que el Hospital Comunal Malvinas seguiría prestando los servicios de primer nivel que hasta entonces ofertaba el Hospital María Inmaculada de manera directa, incluyendo la administración de los puestos de salud ubicados en el sector rural de la ciudad de Florencia.

## Servicios
El Hospital Comunal de las Malvinas, como IPS pública, brinda sus servicios especialmente a la población vulnerable del municipio de Florencia los servicios de medicina general, odontología general, laboratorio clínico, rayos X, actividades de protección temprana y protección específica, servicio de urgencias, transporte de ambulancia y atención al área rural, en su gran mayoría a través de un equipo extramural compuesto por médicos, auxiliares y enfermeras higienistas.

### Especialidades
- Laboratorio clínico
- Nutrición
- Terapia respiratoria
- Fonoaudiología
- Consulta externa
- Odontología
- Urgencias
- Promoción y prevención
- Programas especiales